# Zeche Vereinigte Trappe
Die Zeche Vereinigte Trappe ist ein ehemaliges Steinkohlenbergwerk in Wetter-Schlebusch und Gevelsberg-Silschede. In der zweiten Hälfte des 19. Jahrhunderts wurde auf dem Bergwerk für eine kurze Zeit auch Kohleneisenstein abgebaut. Das Bergwerk ist aus einer Konsolidation entstanden. Die Gewerkschaft Vereinigte Trappe gehörte zu den Gründungsmitgliedern des Rheinisch-Westfälischen Kohlen-Syndikats.

## Geschichte

### Die Anfänge
Bereits im Jahr 1842 wurde das Bergwerk zum ersten Mal erwähnt. Ab September des Jahres 1844 wurde das Bergwerk auch neben der Zeche Trappe genannt. Die Zeche Vereinigte Trappe war für den Übergang zum Tiefbau der beteiligten Bergwerke Trappe und Vereinigte Wülfingsburg gegründet worden. Die Zeche Vereinigte Wülfingsburg beteiligte sich zu 20 Prozent an den Kosten des für den Übergang zum Tiefbau benötigten Kunstschachtes. Im Jahr 1846 wurde die Tiefbauanlage, die bis zu diesem Zeitpunkt noch Teil der Zeche Trappe war, aus dem Verbund mit Trappe ausgegliedert. Die weiteren Arbeiten an der Tiefbauanlage wurden gemeinsam von den Bergwerken Trappe und Vereinigte Wülfingsburg durchgeführt. Der Kunstschacht wurde weiter abgeteuft. Im Jahr 1849 wurde der Kunstschacht bei einer Teufe von 64 Lachtern mit der Erbstollensohle des Trapper Erbstollens durchschlägig. Im selben Jahr begann man mit dem Bau der Maschinengebäude. Im Jahr 1850 wurde bei einer Teufe von 145 Metern (+ 82 m NN) eine Hilfssohle angesetzt. Noch im selben Jahr wurde bei einer Teufe von 188 Metern (+ 39 m NN) die Wettersohle angesetzt. Der Kunstschacht wurde nach dem Hauptgewerken des Bergwerks umbenannt in Schacht Voerster. Außerdem wurden in diesem Jahr die ersten Kohlen aus dem Tiefbau gefördert. Im Jahr 1851 wurde ein Plan gefasst, die Schlebuscher Eisenbahn vom Schacht Friedrich der Berechtsame Adler bis zum Schacht Voerster zu verlängern. Im Jahr 1852 erreichte der Schacht Voerster eine Teufe von 103¾ Lachtern. Noch im selben Jahr wurde bei einer Teufe von 204 Metern (+ 9 m NN) die 2. Sohle angesetzt. Der Schacht wurde anschließend weiter geteuft.

### Der weitere Ausbau und Betrieb
Im Jahr 1853 kam es zur Konsolidation zur Zeche Vereinigte Trappe. Am 30. Dezember des Jahres 1853 wurde dieser Verwaltungsakt zwischen der Zeche Trappe, der Zeche Vereinigte Wülfingsburg und weiteren Berechtsamen zur Zeche Vereinigte Trappe vollzogen. Das Bergwerk gehörte zu diesem Zeitpunkt zum Bergamtsbezirk Bochum. Diese Konsolidation wurde offiziell auf das Jahr 1844 rückdatiert. Im Jahr 1855 hatte das neu konsolidierte Bergwerk mit den Schächten Friedrica, Sylvia und Voerster drei Förderschächte. Über Tage war eine Pferdebahn für den Abtransport der Kohlen in Betrieb, die Bahn hatte eine Länge von 402 Lachtern. Die Teufarbeiten im Schacht Voerster wurden weiter geführt, der Schacht sollte bis auf eine Teufe von 136 Lachtern geteuft werden, um dort die 2. Tiefbausohle anzusetzen. Das Bergwerk gehörte zu diesem Zeitpunkt zum Bergrevier Schlebusch. Am 22. Juni des Jahres 1856 wurde ein Geviertfeld verliehen. Die Teufarbeiten im Schacht Voerster verliefen in diesem Jahr nur sehr langsam, der Schacht wurde gerade einmal 1 3/8 Lachter tiefer geteuft. Man ließ diese Arbeiten bewusst verzögern, da man der Ansicht war, dass die über der 1. Tiefbausohle befindlichen Kohlenvorräte über einen längeren Zeitraum ausreichen würden und somit die Vorrichtung der 2. Tiefbausohle erst später erforderlich wäre. Im Jahr darauf wurden die Teufarbeiten an Schacht Voerster weiter geführt und der Schacht wurde tiefer geteuft. Auch in diesem Jahr gingen die Teufarbeiten nur sehr schleppend voran. Der Schacht wurde 2½ Lachter tiefer geteuft und war dadurch 12½ Lachter unterhalb der 1. Tiefbausohle.
Im Jahr 1858 war die Pferdebahn auf eine Länge von 8690 Metern ausgebaut und reichte nun bis Hagen-Haspe. Im Jahr darauf erreichte der Schacht Voerster eine Teufe von 254 Metern. Auch in diesem Jahr wurden die Teufarbeiten nur langsam durchgeführt. Um die Förderung nicht zu beeinträchtigen, wurden die Teufarbeiten nur in der Nacht durchgeführt. Während der Teufarbeiten kam es zu einem ständigen Zulauf von 25 Kubikfuß Wasser pro Minute. Auf der 1. Tiefbausohle und auf der Wettersohle verliefen die Aus- und Vorrichtungsarbeiten wie geplant. Im Jahr 1860 wurden die Teufarbeiten an Schacht Voerster gestundet. Im Jahr 1861 ging der Bau auf den beiden Sattelflügeln im Flöz Trappe auf der Tiefbausohle und der Wettersohle voran. Auf der Tiefbausohle wurden auf dem Sattelflügel ein sehr günstiges Flözverhalten aufgeschlossen. Zu dieser Zeit gehörte das Bergwerk zum Bergrevier Sprockhövel. Im Jahr 1862 fanden keine Ausrichtungsarbeiten mehr statt. Auf der 1. Sohle fanden im Flöz Trappe Vorrichtungsarbeiten und Abbautätigkeiten statt. Im Jahr 1863 wurde der Schacht Voerster für die Seilfahrt zugelassen. Die östliche Sohlenstrecke wurde bis auf eine Länge von 507½ Lachtern weiter aufgefahren. Im Baufeld von Schacht Sylvia wurde auf dem Muldennordflügel und dem Sattelsüdflügel abgebaut. Im Jahr 1864 wurde auch Schacht Sylvia für die Seilfahrt zugelassen. Im Jahr 1865 wurden die Teufarbeiten an Schacht Voerster wieder aufgenommen und der Schacht wurde tiefer geteuft. Noch im selben Jahr wurde bei einer Teufe von 273 Metern (- 46 m NN) die 3. Sohle angesetzt. Ab diesem Jahr wurde auf dem Bergwerk auch zum Teil Kohleneisenstein abgebaut. Für die Streckenförderung wurden in diesem Jahr vier Grubenpferde eingesetzt. Im Jahr 1867 wurden die Arbeiten an der neuen Tiefbausohle weiter durchgeführt. Im Jahr 1869 kam es zu einem Absatzrückgang. Grund hierfür war, dass das Bergwerk noch keinen leistungsfähigen Eisenbahnanschluss hatte.

### Der Rückgang und die Erholungsphase
Noch bis in die 1870er Jahre stand das Bergwerk in seiner Blüte, im Laufe dieses Jahrzehnts begann zunächst der allmähliche Rückgang des Bergwerks. Ein wesentlicher Grund für den Rückgang war die Beeinträchtigung des Absatzes durch den fehlenden Eisenbahnanschluss. Im Jahr 1876 war der Schacht Friederica in Betrieb, Schacht Sylvia wird zu dieser Zeit nicht mehr in den Unterlagen erwähnt. Im darauffolgenden Jahr wurde die Pferdebahn umgestellt auf Lokomotivbetrieb, das Gleis wurde als Schmalspurbahn ausgeführt. Im Jahr 1882 wurde mit den Teufarbeiten für ein Wetterbohrloch begonnen. Im darauffolgenden Jahr wurde das Wetterbohrloch bis zur 1. Sohle zum Wetterschacht erweitert. Am 2. Februar erfolgte die Konsolidation mit der Zeche Vereinigte Schlebusch. Im Jahr 1884 war der Wetterschacht in Betrieb. Im März des Jahres 1885 genehmigte der preußische Staat den Bau einer Eisenbahnstrecke. Diese Strecke sollte auf der Hattinger Kohlenbahn vom Bahnhof Schee über einen Abzweig bis zum Bergwerk reichen. Im Jahr 1887 wurde die Berechtsame Schlebuscher Erbstollen komplett übernommen. Im Jahr 1889 wurde der Eisenbahnanschluss auf Normalspur umgebaut. Nachdem die Bahn ausgebaut war, hatte das Bergwerk nun ausreichende Transportwege um die geförderten Kohlen zu transportieren. Allerdings war der weitere Ausbau zur Tiefbauschachtanlage nur im geringen Umfang möglich. Im Jahr 1890 wurde der Abbau im Südfeld (Feld Adler) wieder aufgenommen. Im Jahr 1892 wurde neben Schacht Voerster ein Gesenk geteuft. Dieses Gesenk diente dem Aufschluss der 4. Sohle. Im Jahr 1893 wurde das Grubenfeld der stillgelegten Zeche St. Peter übernommen, außerdem wurde die Zeche Wallfisch erworben. Noch im selben Jahr wurde im Gesenk bei einer Teufe von 376 Metern (- 149 m NN) die 4. Sohle angesetzt. Im Jahr 1894 begann man mit den Ausrichtungsarbeiten im Feld Wallfisch. Im Jahr darauf wurde im Feld St. Peter mit dem Abbau begonnen. Im Jahr 1897 wurde die stillgelegte Zeche Freier Vogel übernommen. Zu diesem Zeitpunkt umfasste die gesamte Berechtsame Vereinigte Trappe mehrere Längenfelder und Geviertfelder. Im Nordflügel und im Südflügel wurde über der 2. Tiefbausohle und über der Gesenksohle das Flöz Trappe weiter vorgerichtet. Zu diesem Zeitpunkt gehörte das Bergwerk zum Bergrevier Witten.
Im Jahr 1898 wurde mit den Teufarbeiten für den Schacht Wilhelm begonnen. Der Schacht wurde neben Schacht Voerster angesetzt. Nachdem der Schacht Wilhelm eine Teufe von 135 Metern erreicht hatte, wurde er als Wetterschacht in Betrieb genommen. Mit der Inbetriebnahme des Schachtes Wilhelm waren auf dem Bergwerk wieder drei Schächte in Betrieb. In diesem Jahr waren insgesamt vier Flöze in Verhieb. Die Mächtigkeit der Flöze lag zwischen 1,2 und 2,4 Metern. Die Flöze hatten alle einen Bergepacken, der zwischen 0,3 und 1,2 Meter mächtig war. Im Jahr 1899 wurde St. Peter komplett übernommen. Im Jahr 1903 wurde an Schacht Voerster die Lagerstätte ausgerichtet, um die noch oberhalb der Trapper Erbstollensohle anstehenden Kohlenvorräte abzubauen. Am 1. Juli des Jahres 1905 wurde ein Vertrag geschlossen, der zur Lösung des Feldes Vereinigte Neu-Hiddinghausen dienen sollte. Das Feld war ein Eisensteinfeld, die abzubauenden Erze sollten im Schacht Voerster gefördert werden. Im selben Jahr wurde das Grubenfeld der Zeche Argus erworben. Im Jahr 1907 wurden die Wetteröfen durch einen Grubenlüfter ersetzt. Im selben Jahr wurde das Feld Neu-Schmalebank erworben. Am 1. Juni des Jahres 1908 wurde der Lösungsvertrag mit Vereinigte Neu-Hiddinghausen beendet. Im darauffolgenden Jahr wurden die Teufarbeiten im Schacht Voerster wieder fortgeführt. Der Schacht wurde bis zur 4. Sohle tiefer geteuft. Im Jahr 1912 waren mittlerweile vier Schächte in Betrieb. Im Jahr 1914 wurden zwei kleine Wetterschächte aufgegeben. Es waren nun noch die Schächte Wilhelm und Voerster in Betrieb.

### Die letzten Jahre
Im 20. Jahrhundert zeichnete sich ab, dass die Kohlenvorräte in der Herzkämper Mulde bald erschöpft waren. Im Jahr 1915 wurde das Feld Neptun erworben. Die Berechtsame umfasste nun eine Fläche von 6 km2. Am 21. Januar des Jahres 1916 kam es zu einem Schachtverbruch des Schachtes Contanz. Dieser Schacht hatte zur Zeche St. Peter gehört und seine Verfüllmasse war in den Dreckbänker Erbstollen hereingebrochen. Dadurch war die Ableitung des Grubenwassers unterbrochen. Dies hatte zur Folge, dass die 4. Sohle vier Monate unter Wasser stand. Nachdem man einen Stollenumbruch erstellt hatte, konnte das Wasser wieder abfließen. Im Jahr 1920 wurden die Felder Arnold und Fritz erworben. Die Berechtsame umfasste nun eine Fläche von 7,1 km2. Das Baufeld hatte eine streichende Länge von 4000 Metern und eine querschlägige Breite von 800 Metern. Im Jahr 1924 wurden auf dem Bergwerk 90 Feierschichten eingelegt. Am 3. Juni des Jahres 1925 wurde das Bergwerk von der Gewerkschaft König Ludwig erworben. Am 25. November desselben Jahres kamen bei einem Sprengunglück drei Bergleute ums Leben. Am 31. Dezember desselben Jahres wurde die Zeche Vereinigte Trappe stillgelegt. Am 12. Januar des Jahres 1926 kam es bei Raubarbeiten zu einer Kohlenstaubexplosion. Hierbei wurden sieben Bergleute getötet. Noch im selben Jahr wurden die Tagesanlagen abgebrochen. Die Schächte wurden verfüllt. Im Jahr 1944 gingen die Grubenfelder an die Aktiengesellschaft für Versorgungs-Unternehmen im Ennepe-Ruhr-Kreis aus Gevelsberg.

## Förderung und Belegschaft
Die ersten Förder- und Belegschaftszahlen des Bergwerks stammen aus dem Jahr 1844. In diesem Jahr wurden während der Ausrichtungsarbeiten 1752 Scheffel Steinkohle gefördert. Die Belegschaftsstärke schwankte in diesem Jahr zwischen 18 und 28 Beschäftigten. Im Jahr 1850 wurden 83.950 preußische Tonnen Steinkohle gefördert. Im Jahr 1855 wurden mit 280 Beschäftigten insgesamt 187.656 preußische Tonnen Steinkohle gefördert. Im Jahr 1860 waren 200 Mitarbeiter auf dem Bergwerk beschäftigt, die eine Förderung von 35.787 Tonnen Steinkohle erbrachten. Im Jahr 1865 wurden mit 285 Bergleuten 35.787 Tonnen Steinkohle gefördert. Im Jahr 1870 wurden 58.285 Tonnen Steinkohle gefördert, die Belegschaftsstärke betrug 376 Beschäftigte. Im Jahr 1875 sank die Förderung auf 27.785 Tonnen Steinkohle, die Belegschaftsstärke betrug 171 Beschäftigte. Im Jahr 1880 waren 181 Mitarbeiter auf dem Bergwerk beschäftigt, die eine Förderung von 34.672 Tonnen Steinkohle erbrachten. Im Jahr 1885 stieg die Förderung wieder auf 45.397 Tonnen Steinkohle, die Belegschaftsstärke lag bei 279 Beschäftigten. Im Jahr 1890 stieg die Förderung erneut an auf 92.822 Tonnen Steinkohle, diese Förderung wurde mit 458 Beschäftigten erbracht. Im Jahr 1900 wurden mit 500 Beschäftigten rund 150.000 Tonnen Steinkohle gefördert. Im Jahr 1907 waren 543 Mitarbeiter auf dem Bergwerk beschäftigt, die eine Förderung von 162.836 Tonnen Steinkohle erbrachten. Im Jahr 1910 wurden mit 526 Beschäftigten 144.147 Tonnen Steinkohle gefördert. Im Jahr 1913 wurden 161.946 Tonnen Steinkohle gefördert, die Belegschaftsstärke betrug 516 Beschäftigte. Im Jahr 1920 sank die Förderung auf 117.031 Tonnen Steinkohle, die Belegschaftsstärke betrug 515 Beschäftigte. Im Jahr 1925 waren noch 324 Mitarbeiter auf dem Bergwerk beschäftigt, es wurden 84.584 Tonnen Steinkohle gefördert. Dies sind die letzten bekannten Förder- und Belegschaftszahlen des Bergwerks.